# 1993-as római önkormányzati választás
Az 1993-as római önkormányzati választás első fordulóját 1993. november 21-én, a másodikat pedig december 5-én tartották, amelyen megválasztották Róma polgármesterét és Róma Közgyűlésének 60 képviselőjét.

## Háttér
A korábbi évektől eltérően ez volt az első választás, amikor a polgármester személyét közvetlenül választották meg és nem a képviselőtestület voksolt. Történelmi fordulat állt be az olasz belpolitikában: a több mint 40 évig szinte egyeduralkodó Kereszténydemokrata Párt ekkorra elvesztette addigi befolyását, a Kommunista Párt pedig 1991-ben feloszlott, két utódpártra. A Tangentopoli-ügy az Olasz Szocialista Pártot is súlyosan érintette. Az ország északi részén az Északi Liga vált meghatározóvá, az ország déli részén a neofasiszta Olasz Szociális Mozgalom, amely már mérsékeltebb hangot ütött meg Gianfranco Fini vezetése alatt, mint korábban.

### Polgármester-választás
A volt kommunista politikusokból álló Baloldali Demokratikus Párt és más baloldali pártok Haladók Szövetsége néven koalícióra lépett és a Zöldek Szövetsége politikusát, Francesco Rutellit indította polgármesterjelöltként. A 39 éves politikus korábban tagja volt a liberális Olasz Radikális Pártnak is.
Rutelli legfőbb kihívója a neofasiszta polgármesterjelölt, Gianfranco Fini az Olasz Szociális Mozgalom fiatal politikusaként Giorgio Almirante legfőbb politikai örököse volt. Ő és pártja Rómában nagyon népszerű volt: egyrészt az olasz fasizmus iránti nosztalgia másrészt a kereszténydemokraták és szocialisták botrányai miatt kiábrándultak a választók a korabeli politikai elitből. 1993. november 23-án az első forduló után Silvio Berlusconi egy a cége által építtetett bevásárlóközpont átadásakor, Casalecchio di Renóban tartott sajtótájékoztatóján így nyilatkozott: „ha római lennék gondolkodás nélkül Finire szavaznék”, amivel felszólította a jobboldali szavazókat, hogy a második fordulóban Finire szavazzanak.
Krízise ellenére a Kereszténydemokrata Párt is állított jelöltet Carmelo Caruso személyében, akit még az Olasz Demokratikus Szocialista Párt párt is támogatott.

## Választási rendszer
1993. március 25-én életbe lépett a 81-es törvény, amellyel megváltozott az önkormányzati választás: a választók közvetlenül választhatták meg innentől polgármesterüket a 15 ezer főnél népesebb településeken. Ha a választáson egyik jelölt sem szerezte meg a szavazatok 50%-át, akkor második fordulót – ballottagio – kellett tartani, amin az első forduló két legtöbb szavazatot kapott jelöltje mehetett tovább. Ennek célja az volt, hogy a polgármester biztos többséggel tudja vezetni a várost.
A közgyűlési mandátumokat tisztán arányos képviseleti szavazáson választották meg, a polgármesterjelöltekre pedig nyílt listás, preferenciális szavazáson lehetett szavazni.

## Pártok és jelöltek
| Párt/Koalíció | Párt/Koalíció                          | Koalíció tagjai                        | Koalíció tagjai                        | Jelölt neve            |
| ------------- | -------------------------------------- | -------------------------------------- | -------------------------------------- | ---------------------- |
|               | Olasz Szociális Mozgalom               | Olasz Szociális Mozgalom               | Olasz Szociális Mozgalom               | Gianfranco Fini        |
|               | Haladók Szövetsége                     |                                        | Baloldali Demokratikus Párt            | Francesco Rutelli      |
|               | Haladók Szövetsége                     | Zöldek Szövetsége                      |                                        | Francesco Rutelli      |
|               | Haladók Szövetsége                     | Demokratikus Szövetség                 |                                        | Francesco Rutelli      |
|               | Haladók Szövetsége                     | Pannella Listája                       |                                        | Francesco Rutelli      |
|               | Centrista koalíció                     |                                        | Olasz Kereszténydemokrata Párt         | Carmelo Caruso         |
|               | Centrista koalíció                     | Közép Uniója                           |                                        | Carmelo Caruso         |
|               | Centrista koalíció                     | Olasz Demokratikus Szocialista Párt    |                                        | Carmelo Caruso         |
|               | Kommunista Újraalapítás Pártja         | Kommunista Újraalapítás Pártja         | Kommunista Újraalapítás Pártja         | Renato Nicolini        |
|               | Laicista és Reform Szövetség (PSI-PRI) | Laicista és Reform Szövetség (PSI-PRI) | Laicista és Reform Szövetség (PSI-PRI) | Vittorio Ripa di Meana |

## Eredmények

### Polgármesterjelöltek

#### Első forduló
| Jelölt neve       | Eredmények                                  | Eredmények    | Eredmények |
| Jelölt neve       | Összesen                                    | Összesen      | Összesen   |
| Jelölt neve       | Párt/koalíció neve                          | Szavazat szám | arány (%)  |
| ----------------- | ------------------------------------------- | ------------- | ---------- |
| Francesco Rutelli | PDS-FdV-Szövetség Rómáért-Panella Listája   | 684 529       | 39,55      |
| Gianfranco Fini   | Olasz Szociális Mozgalom                    | 619 309       | 35,75      |
| Carmelo Caruso    | DC-Centrum Uniója-PSDI-Polgárság és Haladás | 183 437       | 14,25      |
| Renato Nicolini   | Kommunista Újraalapítás Pártja              | 103 259       | 8,02       |

#### Második forduló
| Jelölt neve       | Eredmények                                | Eredmények    | Eredmények |
| Jelölt neve       | Összesen                                  | Összesen      | Összesen   |
| Jelölt neve       | Párt/koalíció neve                        | Szavazat szám | arány (%)  |
| ----------------- | ----------------------------------------- | ------------- | ---------- |
| Francesco Rutelli | PDS-FdV-Szövetség Rómáért-Panella Listája | 955 859       | 53,11      |
| Gianfranco Fini   | Olasz Szociális Mozgalom                  | 844 030       | 46,89      |

| Párt neve                      | Eredmények    | Eredmények |
| Párt neve                      | Összesen      | Összesen   |
| Párt neve                      | Szavazat szám | (%)        |
| ------------------------------ | ------------- | ---------- |
| Olasz Szociális Mozgalom       | 430 278       | 33,42      |
| Baloldali Demokratikus Párt    | 233 924       | 18,17      |
| Olasz Kereszténydemokrata Párt | 154 552       | 12,00      |
| Zöldek Szövetsége              | 136 753       | 10,62      |
| Kommunista Újraalapítás Pártja | 90 461        | 7,03       |
| Szövetség Rómáért              | 63 271        | 4,91       |
| Panella Listája                | 45 082        | 3,50       |

Egyéniben az Olasz Szociális Mozgalom lett a legerősebb párt Rómában. Rutteli győzelmével a balközép koalíció fontos győzelmet aratott, viszont az Olasz Szociális Mozgalom első helyen végzett a pártlistán, ami szintén komoly fordulatot jelentett az olasz belpolitikában. A pártra nagyon sok volt kereszténydemokrata és fasiszta szavazó adta la voksát.